# Glory (kickboxing)
Glory (estilizado como GLORY) e antigo Glory World Series é uma companhia de promoção de kickboxing internacional fundada em 2012 pelos parceiros de Pierre Andurand, Marcus Luer, Scott Rudmann e Total Sports Asia, Glory Sports International Pte Ltd. A companhia tem sede em Singapura.

## História
Quando o K-1, historicamente a principal promoção de kickboxing do mundo, começou a sofrer grandes dificuldades financeiras em 2011, Marcus Luer CEO da TSA (Total Sports Asia), o investidor francês Pierre Andurand, e Scott Rudmann da Nectar Capital tentaram comprar a marca. Quando o K-1 em vez disso foi vendido para Gunil "Mike" Kim e EMCOM Entertainment Inc., Pierre Andurand, TSA, e outros investidores decidiram começar uma nova promoção e organização de kickboxing chamada GLORY, e comprou a United Glory, Golden Glory e It's Showtime a fim de garantir uma equipe de produção de eventos de topo, e para garantir todos os melhores lutadores do mundo. Pierre Andurand, Marcus Luer, e Scott Rudmann deriva o nome 'GLORY' para a nova marca da Golden Glory.
O nome GLORY tem causado alguma confusão de surgir como o papel do Golden Glory com a nova organização. GLORY esclareceu que Golden Glory, como a organização It's Showtime, foi vendida e absorvida pela equipe de investimento liderado por Pierre Andurand, e não o contrário. Um número de pessoas anteriormente envolvidas com It's Showtime, a equipe Golden Glory e o evento United Glory se tornou consultores do GLORY, embora Simon Rutz, o fundador e ex-comprador do It's Showtime, foi deportado da companhia.
GSI assinou com grande parte dos melhores kickboxers do mundo como Peter Aerts, Remy Bonjasky, Semmy Schilt, Gökhan Saki, Daniel Ghiţă, Albert Kraus, Giorgio Petrosyan, Yoshihiro Sato, e Pat Barry.

## Negócios
A GLORY Sports International tem escritórios no Reino Unido, Países Baixos, Japão, Malásia, Singapura, e Estados Unidos. A empresa inclui um mix inédito de empresários talentosos e executivos de nível sênior de diversos mundos das finanças, marketing esportivo, televisão, tecnologia e artes marciais.
Em fevereiro de 2013 a GLORY anunciou que o ex-executivo da WWE VP Andrew Whitaker para o cargo de CEO mundial da Glory Sports International.
Em novembro de 2012 a GLORY entrou com uma parceria com a promoção de MMA ONE Fighting Championship para compartilhar lutadores. Após ter um evento inaugural nos EUA em NY (Glory 9: New York) em 22 de Junho de 2013, a Spike TV assinou um contrato de vários anos para transmitir os eventos do GLORY.

## Grand Slam
O Glory World Series introduziu um novo formato de torneio: Grand Slam, uma noite, um grand prix de 16 lutadores que aconteceu pela primeira vez em 31 de Dezembro de 2012 em Tóquio. A GSI produziu um show duplo em no NYE 2012 na Saitama Arena. O show começou com um revival do DREAM (artes marciais mistas) com Dream 18, com o Grand Slam Peso Pesado do GLORY 4 na sequência. Principais nomes como Semmy Schilt, Peter Aerts, Remy Bonjasky, e futuras estrelas como Daniel Ghiţă e Gökhan Saki também foram participantes.

## Eventos
| Evento | Data                   | Local                                | Cidade                         | Público |
| --- | ---------------------- | ------------------------------------ | ------------------------------ | ------- |
| Glory 17: Los Angeles - Torneio pelo Título Peso Médio Mundial & Título Peso Pesado Mundial & Título Mundial Meio Médio & Torneio de Contender Peso Pena | 21 de Junho de 2014    | The Forum                            | Inglewood, California, EUA     |         |
| Glory 16: Denver - Torneio de Contender do Peso Pesado & Título Meio Médio Mundial                                                                       | 3 de Maio de 2014      | 1stBank Center                       | Broomfield, Colorado, EUA      |         |
| Glory 15: Istanbul - Torneio pelo Título Meio Pesado | 12 de Abril de 2014    | Ülker Sports Arena                   | Istanbul, Turquia              |         |
| Glory 14: Zagreb - Torneio de Contender do Peso Médio & Título Peso Leve Mundial                                                                         | 8 de Março de 2014     | Arena Zagreb                         | Zagreb, Croácia                |         |
| Glory 13: Tokyo - Torneio pelo Título Meio Médio Mundial                                                                                                 | 21 de Dezembro de 2013 | Ariake Coliseum                      | Tóquio, Japão                  |         |
| Glory 12: New York - Torneio pelo Título Peso Leve Mundial                                                                                               | 23 de Novembro de 2013 | The Theater at Madison Square Garden | New York City, New York, EUA   |         |
| Glory 11: Chicago - Torneio pelo Título Peso Pesado Mundial                                                                                              | 12 de Outubro de 2013  | Sears Centre                         | Hoffman Estates, Illinois, EUA |         |
| Glory 10: Los Angeles - Torneio pelo Título Peso Médio Mundial                                                                                           | 28 de Setembro de 2013 | Citizens Business Bank Arena         | Ontario, California, EUA       | 2,200   |
| Glory 9: New York - Torneio Slam 95kg | 22 de Junho de 2013    | Hammerstein Ballroom                 | New York City, New York, EUA   | 1,950   |
| 2013 Road to Glory USA Heavyweight Tournament | 14 de Junho de 2013    | Hard Rock Hotel and Casino           | Tulsa, Oklahoma, EUA           |         |
| 2013 Road to Glory USA 70kg Tournament | 11 de Maio de 2013     | The Rave                             | Milwaukee, Wisconsin, EUA      |         |
| Glory 8: Tokyo - Torneio Slam de 65kg | 3 de Maio de 2013      | Ariake Coliseum                      | Tóquio, Japão                  | 3,500   |
| 2013 Road to Glory Japan 85kg Tournament | 3 de Maio de 2013      | Ariake Coliseum                      | Tóquio, Japão                  |         |
| Glory 7: Milan | 20 de Abril de 2013    | Mediolanum Forum                     | Milão, Itália                  | 10,000  |
| Glory 6: Istanbul | 6 de Abril de 2013     | Ülker Arena                          | Istanbul, Turquia              | 12,000  |
| Glory 5: London | 23 de Março de 2013    | ExCeL Arena                          | Londres, Inglaterra, RU        | 4,500   |
| 2013 Road to Glory USA 77kg Tournament | 22 de Março de 2013    | Capitale                             | New York City, New York, EUA   |         |
| 2013 Road to Glory Japan 65kg Tournament | 10 de Março de 2013    | Differ Ariake Arena                  | Tóquio, Japão                  |         |
| 2013 Road to Glory USA 85kg Tournament | 9 de Fevereiro de 2013 | Hollywood Park Casino                | Los Angeles, California, EUA   |         |
| 2013 Road to Glory USA 95kg Tournament | 2 de Fevereiro de 2013 | Hard Rock Hotel and Casino           | Tulsa, Oklahoma, EUA           |         |
| Glory 4: Tokyo - Torneio Grand Slam de Peso Pesado | 31 de Dezembro de 2012 | Saitama Super Arena                  | Saitama, Japão                 | 15,000  |
| Glory 3: Rome - Torneio Slam de 70kg | 3 de Novembro de 2012  | PalaLottomatica                      | Roma, Itália                   |         |
| Glory 2: Brussels | 6 de Outubro de 2012   | Forest National                      | Bruxelas, Bélgica              |         |
| Glory 1: Stockholm - Torneio de Classificação para o Slam de 70kg & Título Peso Pesado Mundial                                                           | 26 de Maio de 2012     | Ericsson Globe                       | Estocolmo, Suécia              |         |

## Campeões

### Atuais campeões
| Divisão                  | Limite de peso     | Campeão                   | Desde                  | Defesas de título |
| ------------------------ | ------------------ | ------------------------- | ---------------------- | ----------------- |
| Peso Pesado              | 95 kg (209,4 lb)   | Rico Verhoeven            | 21 de Junho de 2014    | 5                 |
| Peso Meio Pesado         | 95 kg (209,4 lb)   | Artem Vhakitov            | 12 de março de 2016    | 1                 |
| Peso Médio               | 85 kg (187,4 lb)   | Alex "Poatan" Pereira     | 9 de dezembro de 2017  | 1                 |
| Peso Meio Médio          | 77 kg (169,8 lb)   | Cedric Doumbe             | 10 de dezembro de 2016 | 1                 |
| Peso Leve                | 70 kg (154,3 lb)   | Sitthichai Sitsongpeenong | 25 de junho de 2016    | 1                 |
| Peso Pena                | 65 kg (143,3 lb)   | Vago                      |                        |                   |
| Peso Super Galo Feminino | 55,3 kg (121,9 lb) | Tiffany Van Soest         | 10 de dezembro de 2016 | 0                 |

### Título Peso Pesado do Glory
+95 kg (+209.4 lb)
| No.                                                                                           | Nome                                  | Evento                                      | Data                | Reinado (Total) | Defesas |
| --------------------------------------------------------------------------------------------- | ------------------------------------- | ------------------------------------------- | ------------------- | --------------- | ------- |
| 1                                                                                             | Semmy Schilt derrotou Errol Zimmerman | Glory 1: Stockholm Estocolmo                | 26 de Maio de 2012  | 395 dias        |         |
| Schilt vagou o título após se aposentar devido a problemas no coração em 26 de Junho de 2013. |                                       |                                             |                     |                 |         |
| 2                                                                                             | Rico Verhoeven derrotou Daniel Ghita  | Glory 17: Los Angeles Inglewood, California | 21 de Junho de 2014 | 3925 dias       |         |

### Título Meio Pesado do Glory
-95 kg (-209.4 lb)
| No. | Nome                              | Evento                      | Data                | Reinado (Total) | Defesas |
| --- | --------------------------------- | --------------------------- | ------------------- | --------------- | ------- |
| 1   | Gökhan Saki derrotou Tyrone Spong | Glory 15: Istanbul Istambul | 12 de Abril de 2014 | 3995 dias       |         |

### Título Peso Médio do Glory
-85 kg (-187.4 lb)
| No. | Nome                               | Evento                                      | Data                | Reinado (Total) | Defesas |
| --- | ---------------------------------- | ------------------------------------------- | ------------------- | --------------- | ------- |
| 1   | Artem Levin derrotou Joe Schilling | Glory 17: Los Angeles Inglewood, California | 21 de Junho de 2014 | 3925 dias       |         |

### Título Meio Médio do Glory
-77 kg (-169.8 lb)
| No. | Nome                                      | Evento                                      | Data                | Reinado (Total) | Defesas |
| --- | ----------------------------------------- | ------------------------------------------- | ------------------- | --------------- | ------- |
| 1   | Marc de Bonte derrotou Karapet Karapetyan | Glory 16: Denver Broomfield, Colorado       | 3 de Maio de 2014   | 3974 dias       |         |
| 2   | Joseph Valtellini                         | Glory 17: Los Angeles Inglewood, California | 21 de Junho de 2014 | 3925 dias       |         |

### Título Peso Leve do Glory
-70 kg (-154.3 lb)
| No. | Nome                             | Evento                  | Data               | Reinado (Total) | Defesas |
| --- | -------------------------------- | ----------------------- | ------------------ | --------------- | ------- |
| 1   | Davit Kiria derrotou Andy Ristie | Glory 14: Zagreb Zagreb | 8 de Março de 2014 | 4030 dias       |         |

### Campeões do torneio
| Torneio                                                    | Data                   | Divisão de peso                    | Campeão           | Vice-campeão        |
| ---------------------------------------------------------- | ---------------------- | ---------------------------------- | ----------------- | ------------------- |
| 2012 Glory 70kg Slam Tournament                            | 3 de Novembro de 2012  | Peso Leve (-70 kg/154.3 lb)        | Giorgio Petrosyan | Robin van Roosmalen |
| 2012 Glory Heavyweight Grand Slam Tournament               | 31 de Dezembro de 2012 | Peso Pesado (+95 kg/209.4 lb)      | Semmy Schilt      | Daniel Ghiţă        |
| 2013 Glory 65kg Slam Tournament                            | 3 de Maio de 2013      | Peso Pena (-65 kg/143.3 lb)        | Yuta Kubo         | Masaaki Noiri       |
| 2013 Glory 95kg Slam Tournament                            | 22 de Junho de 2013    | Peso Meio Pesado (-95 kg/209.4 lb) | Tyrone Spong      | Danyo Ilunga        |
| 2013 Glory Middleweight World Championship Tournament      | 28 de Setembro de 2013 | Peso Médio (-85 kg/187.4 lb)       | Joe Schilling     | Artem Levin         |
| 2013 Glory Heavyweight World Championship Tournament       | 12 de Outubro de 2013  | Peso Pesado (+95 kg/209.4 lb)      | Rico Verhoeven    | Daniel Ghiță        |
| 2013 Glory Lightweight World Championship Tournament       | 23 de Novembro de 2013 | Lightweight (-70 kg/154.3 lb)      | Andy Ristie       | Robin van Roosmalen |
| 2013 Glory Welterweight World Championship Tournament      | 21 de Dezembro de 2013 | Peso Meio Médio (-77 kg/169.8 lb)  | Nieky Holzken     | Joseph Valtellini   |
| 2014 Glory Light Heavyweight World Championship Tournament | 12 de Abril de 2014    | Peso Meio Pesado (-95 kg/209.4 lb) | Gökhan Saki       | Tyrone Spong        |
| 2014 Glory Middleweight World Championship Tournament      | 21 de Junho de 2014    | Peso Médio (-85 kg/187.4 lb)       | Artem Levin       | Joe Schilling       |

#### Vencedores dos torneios de contenders
| Torneio                                       | Data                | Divisão de peso               | Vencedor        | Vice-campeão    |
| --------------------------------------------- | ------------------- | ----------------------------- | --------------- | --------------- |
| 2014 Glory Middleweight Contender Tournament  | 8 de Março de 2014  | Peso Médio (-85 kg/187.4 lb)  | Alex Pereira    | Sahak Parparyan |
| 2014 Glory Heavyweight Contender Tournament   | 3 de Maio de 2014   | Peso Pesado (+95 kg/209.4 lb) | Errol Zimmerman | Anderson Silva  |
| 2014 Glory Featherweight Contender Tournament | 21 de Junho de 2014 | Peso Pena (-65 kg/143.3 lb)   | Gabriel Varga   | Shane Oblonsky  |

#### Vencedores do Road to Glory Tournament
| Torneio                                       | Data                   | Divisão de peso                    | Vencedor          | Vice-campeão   |
| --------------------------------------------- | ---------------------- | ---------------------------------- | ----------------- | -------------- |
| 2013 Road to Glory USA 95 kg Tournament       | 2 de Fevereiro de 2013 | Peso Meio Pesado (-95 kg/209.4 lb) | Dustin Jacoby     | Brian Collette |
| 2013 Road to Glory USA 85 kg Tournament       | 9 de Fevereiro de 2013 | Peso Médio (-85 kg/187.4 lb)       | Mike Lemaire      | Eddie Walker   |
| 2013 Road to Glory Japan 65 kg Tournament     | 10 de Março de 2013    | Peso Pena (-65 kg/143.3 lb)        | Masaaki Noiri     | Yuki           |
| 2013 Road to Glory USA 77 kg Tournament       | 22 de Março de 2013    | Peso Meio Médio (-77 kg/169.8 lb)  | Francois Ambang   | Brett Hlavacek |
| 2013 Road to Glory Japan 85 kg Tournament     | 3 de Maio de 2013      | Peso Médio (-85 kg/187.4 lb)       | Kengo Shimizu     | Magnum Sakai   |
| 2013 Road to Glory USA 70 kg Tournament       | 11 de Maio de 2013     | Peso Leve (-70 kg/154.3 lb)        | Michael Mananquil | Troy Sheridan  |
| 2013 Road to Glory USA Heavyweight Tournament | 14 de Junho de 2013    | Peso Pesado (+95 kg/209.4 lb)      | Xavier Vigney     | Maurice Green  |

## Lutadores Notáveis
| - Semmy Schilt - Remy Bonjasky - Peter Aerts - Rico Verhoeven - Daniel Ghiţă - Errol Zimmerman - Jérôme Le Banner - Badr Hari - Hesdy Gerges - Anderson "Braddock" Silva - Ewerton Teixeira - Jamal Ben Saddik - Ben Edwards - Benjamin Adegbuyi - Mirko Filipović - Igor Jurković - Singh Jaideep - Daniel Sam - Mladen Brestovac | - Tyrone Spong - Gökhan Saki - Danyo Ilunga - Filip Verlinden - Steve McKinnon - Mourad Bouzidi - Nenad Pagonis - Stéphane Susperregui - Michael Duut - Koichi Pettas - Randy Blake - Frank Muñoz - Nathan Corbett - Andrei Stoica - Saulo Cavalari - Artem Vakhitov | - Artem Levin - Sahak Parparyan - L'houcine Ouzgni - Steve Wakeling - Amir Zeyada - Toni Milanović - Kengo Shimizu - Joe Schilling - Simon Marcus - Jason Wilnis - Israel Adesanya - Bogdan Stoica - Melvin Manhoef - Alex Pereira - Yousri Belgaroui | - Nieky Holzken - Murthel Groenhart - Karim Ghajji - Marc de Bonte - Raymond Daniels - Karapet Karapetyan - Joseph Valtellini - Murat Direkçi - Roberto Cocco - Ramon Magalhães - Cédric Doumbé | - Giorgio Petrosyan - Robin van Roosmalen - Davit Kiria - Shemsi Beqiri - Albert Kraus - Andy Ristie - Jordan Watson - Sitthichai Sitsongpeenong - Marat Grigorian - Johann Fauveau - Ky Hollenbeck - Sanny Dahlbeck - Warren Stevelmans - Yoshihiro Sato - Steve Moxon - Dzhabar Askerov - Alessandro Campagna - Roman Mailov - Max Baumert | - Yuta Kubo - Liam Harrison - Mosab Amrani - Abdellah Ezbiri - Lim Chi-Bin - Gabriel Varga - Marcos Vinícius - Kevin Ross - Lee Sun-Hyun - Tim Thomas - Sergio Wielzen - Javier Hernandez - Valdrin Vatnikaj - Miguel Torres |